# Ali Gholizadeh
Ali Gholizadeh Nojedeh (em perso: علی قلی‌زاده; Ardabil, 10 de março de 1996) é um futebolista iraniano que atua como atacante. Atualmente joga pelo Lech Poznań.

## Carreira
Fruto das categorias de base do Saipa, estreou no time principal aos 18 anos. Ele jogou por cinco temporadas no Saipa, antes de se transferir para o Charleroi em 2018. Ele representou o Irã em todos os níveis, fazendo sua estreia pela seleção principal em março de 2018 sob o comando do então técnico Carlos Queiroz.

### Charleroi
Em 30 de maio de 2018, ingressou no Charleroi, clube da Jupiler Pro League, juntando-se ao compatriota Omid Noorafkan. Gholizadeh marcou seu primeiro gol pelo clube em 25 de novembro de 2018, em uma partida do campeonato contra o Lokeren. Em janeiro de 2020, estendeu seu contrato com o Charleroi até junho de 2024.
Ele fez sua estreia pelo Irã em 17 de março de 2018 contra Serra Leoa e marcou dois gols. Em maio de 2018, ele foi nomeado para a seleção preliminar do Irã para a Copa do Mundo FIFA de 2018 na Rússia. Em novembro de 2022, foi nomeado por Carlos Queiroz para a seleção final do Irã que disputou a Copa do Mundo FIFA de 2022 no Catar.

## Gols pela seleção
| N° | Data                   | Local                                      | Oponente   | Placar | Resultado | Competição                                      |
| -- | ---------------------- | ------------------------------------------ | ---------- | ------ | --------- | ----------------------------------------------- |
| 1. | 17 de março de 2018    | Estádio Azadi, Teerã, Irã                  | Serra Leoa | 2–0    | 4–0       | Amistoso                                        |
| 2. | 17 de março de 2018    | Estádio Azadi, Teerã, Irã                  | Serra Leoa | 4–0    | 4–0       | Amistoso                                        |
| 3. | 20 de novembro de 2018 | Estádio Hamad bin Khalifa, Doha, Catar     | Venezuela  | 1–1    | 1–1       | Amistoso                                        |
| 4. | 3 de junho de 2021     | Estádio Al Muharraq, Arad, Bahrein         | Hong Kong  | 1–0    | 3–1       | Eliminatórias para a Copa do Mundo FIFA de 2022 |
| 5. | 7 de setembro de 2021  | Estádio Internacional Khalifa, Doha, Catar | Iraque     | 3–0    | 3–0       | Eliminatórias para a Copa do Mundo FIFA de 2022 |
| 6. | 16 de novembro de 2021 | Estádio Rei Abdullah II, Amã, Jordânia     | Síria      | 3–0    | 3–0       | Eliminatórias para a Copa do Mundo FIFA de 2022 |

## Vida pessoal
Se casou com o jogadora de futebol iraniana Yasaman Farmani em fevereiro de 2019, que também joga pelo Charleroi, representando o clube na Superliga Feminina da Bélgica e já representou a seleção iraniana .